# Лиг
Лиг (словен. Lig) — розсіяне поселення на пагорбах на північний захід від м. Канал в общині Канал, Регіон Горишка, Словенія. Висота над рівнем моря: 458,7 м. Знаходиться на кордоні з Італією.